# Intel Tick-Tock
Intel "Tick-Tock" é um modelo adotado pela fabricante de chips Intel Corporation em 2007 para acompanhar todas as mudanças de microarquitetura com o processo de encolhimento da tecnologia anterior. Todo "tick" é o processo tecnológico de encolhimento da microarquitetura anterior e todo "tock" é uma nova microarquitetura.
Porém em 2016 a estrategia da Intel mudou e abandonou a estratégia "Tick-Tock", dedevido a dificuldade de miniaturização na litografia dos novos processadores, além de seu encarecimento na fabricação. A nova estratégia passa a ser chamada de otimização de processamento.

## Roadmap
| Mudança Arquitetural | Mudança Arquitetural  | Processo de fabricação | Microarquitetura | Codinomes                  | Lançamento             | Processadores  | Processadores        | Processadores  | Processadores | Processadores                                      | Processadores                                                                           |
| Mudança Arquitetural | Mudança Arquitetural  | Processo de fabricação | Microarquitetura | Codinomes                  | Lançamento             | 8P/4P Servidor | 4P/2P Servidor/WS    | Entusiasta/WS  | Desktop       | Mobile                                             | Nomes de Marketing                                                                      |
| -------------------- | --------------------- | ---------------------- | ---------------- | -------------------------- | ---------------------- | -------------- | -------------------- | -------------- | ------------- | -------------------------------------------------- | --------------------------------------------------------------------------------------- |
| Tick                 | Die Shrink            | 65 nm                  | P6, NetBurst     | Presler, Cedar Mill, Yonah | 5 de Janeiro de 2006   |                |                      | Presler        | Cedar Mill    | Yonah                                              | - Core - Pentium 4 - Pentium D - Pentium M - Pentium Dual-Core - Celeron - Xeon         |
| Tock                 | Nova microarquitetura | 65 nm                  | Core             | Merom                      | 27 de Julho de 2006    | Tigerton       | Woodcrest Clovertown | Kentsfield     | Conroe        | Merom                                              | - Core 2 - Pentium Dual-Core - Pentium - Celeron Dual-Core - Celeron - Celeron M - Xeon |
| Tick                 | Redução da matriz     | 45 nm                  | Core             | Penryn                     | 11 de Novembro de 2007 | Dunnington     | Harpertown           | Yorkfield      | Wolfdale      | Penryn                                             | - Core 2 - Pentium Dual-Core - Pentium - Celeron Dual-Core - Celeron - Celeron M - Xeon |
| Tock                 | Nova microarquitetura | 45 nm                  | Nehalem          | Nehalem                    | 17 de Novembro de 2008 | Beckton        | Gainestown           | Bloomfield     | Lynnfield     | Clarksfield                                        | - Core i3 - Core i5 - Core i7 - Pentium - Celeron - Xeon                                |
| Tick                 | Redução da matriz     | 32 nm                  | Nehalem          | Westmere                   | 4 de Janeiro de 2010   | Westmere-EX    | Westmere-EP          | Gulftown       | Clarkdale     | Arrandale                                          | - Core i3 - Core i5 - Core i7 - Pentium - Celeron - Xeon                                |
| Tock                 | Nova microaquitetura  | 32 nm                  | Sandy Bridge     | Sandy Bridge               | 9 de Janeiro 2011      | (Pulado)       | Sandy Bridge-EP      | Sandy Bridge-E | Sandy Bridge  | Sandy Bridge-M                                     | - Core i3 - Core i5 - Core i7 - Pentium - Celeron - Xeon                                |
| Tick                 | Redução da matriz     | 22 nm                  | Sandy Bridge     | Ivy Bridge                 | 29 de Abril de 2012    | Ivy Bridge-EX  | Ivy Bridge-EP        | Ivy Bridge-E   | Ivy Bridge    | Ivy Bridge-M                                       | - Core i3 - Core i5 - Core i7 - Pentium - Celeron - Xeon                                |
| Tock                 | Nova microarquitetura | 22 nm                  | Haswell          | Haswell                    | 2 de Junho de 2013     |                |                      | Haswell-E      | Haswell-DT    | - Haswell-MB (notebooks) - Haswell-LP (ultrabooks) | - Core i3 - Core i5 - Core i7 - Pentium - Celeron - Xeon                                |
| Tick                 | Redução da matriz     | 14 nm                  | Haswell          | Broadwell                  | 11 de Agosto de 2014   |                |                      |                | Broadwell     | Braswell                                           | - Core i3 - Core i5 - Core i7 - Core M - Pentium - Celeron - Xeon                       |
| Tock                 | Nova microarquitetura | 14 nm                  | Skylake          | Skylake                    | 5 de Agosto de 2015    |                |                      |                | Skylake       | Skylake                                            | - Core i3 - Core i5 - Core i7 - Core M - Pentium - Celeron - Xeon                       |
| Tock                 | Nova microarquitetura | 14 nm                  | Skylake          | Kabylake                   | 30 de Agosto de 2016   |                |                      |                | Kabylake      | Apollolake (SoC)                                   | - Core i3 - Core i5 - Core i7 - Core M - Pentium - Celeron - Xeon                       |
| Tock                 | Nova microarquitetura | 14 nm                  | Skylake          | CoffeLake                  | 25 de Setembro de 2017 |                |                      |                | Coffelake     | Coffelake                                          | - Core i3 - Core i5 - Core i7 - Core M - Pentium - Celeron - Xeon                       |